# Casa Vicenta Vilaró de Torres
La casa Vicenta Vilaró de Torres és un edifici situat a la Rambla, 33 (abans Rambla de Caputxins, 34) de Barcelona, catalogat com a bé amb elements d'interès (categoria C).

## Història
El 1861, Pasqual Vilaró i Piera va adquirir la finca a Antoni Brusi i Ferrer, i hi va fer construir un nou edifici, on el 18 de gener del 1864 s'hi va obrir el Café de España, regentat per Josep Giralt i Guarro. El 1868, Vilaró va llogar els locals al cafeter Pere Batllori i Artigas, que el 1876 els faria reformar.
La casa va ser heretada per Vicenta Vilaró i Coll, filla de Pasqual, que el 1882-1883 va encarregar-ne la reforma a l'arquitecte Camil Oliveras.

## Descripció
Originalment, tenia planta baixa, entresol i tres pisos, però posteriorment va ser remuntat amb tres pisos més. La façana s'estructura amb tres eixos verticals de balcons de linda plana escapçada als angles i baranes de ferro forjat amb llosana de mida decreixent amb l'alçada. Al primer pis, el balcó central té una llosana de major volada que enllaça amb la planta baixa a través d'un joc de cartel·les i pilastres.
La façana està decorada amb plafons de ceràmica vidriada amb una exuberant policromia, així com medallons amb bustos de terracota que representen personatges que semblen vestits per actuar al teatre o a l'òpera.